# Aldo Frosi
Aldo Frosi (* 3. Oktober 1908 in Rom; † 22. Januar 1971 ebenda) war ein italienischer Schauspieler.
Frosi diplomierte am Centro Sperimentale di Cinematografia im Fach Schauspiel und hatte einige Rollen in Filmen der 1930er Jahre, die nicht in Erinnerung blieben. 1942 war er Ko-Regisseur von Hans Hinrich bei Tentazione, einer italienisch-ungarischen Koproduktion. In der Nachkriegszeit widmete er sich der Produktion und wirkte für „Scia“ und „Stelle“, zwei italienische Filmgesellschaften.

## Filmografie (Auswahl)
- 1933: Treno popolare
- 1942: Tentazione (nur Ko-Regie)